# 福島県立若松商業高等学校
福島県立若松商業高等学校（ふくしまけんりつ わかまつしょうぎょうこうとうがっこう）は、福島県会津若松市米代一丁目にある県立商業高等学校。

## 概要
略称は「若商（わかしょう）」。市内公立高校の名称としては現在唯一若松の名前を冠している存在である。

## 設置学科
- 全日制課程
  - 会計ビジネス科
  - 情報ビジネス科

## 沿革
- 1912年 - 若松市立若松商業学校として創立。
- 1929年 - 県へ移管、福島県立若松商業学校となる。
- 1948年 - 学制改革により、福島県立若松商業高等学校と改称される。
- 2001年 - 創立90周年記念式典を挙行する。
- 2002年 - 設置学科を会計ビジネス科・情報ビジネス科に改編した。

## 進路概況
4年制・短期大学進学、専門学校進学、就職がそれぞれ1:1:1の割合になっている。
主な進学先として、国公立大学では地元の福島大学や会津大学、私立大学の経済・経営学科・情報系学科が多い。会津大学短期大学部や郡山女子大学短期大学部といった短期大学や専門学校への進学も多い。
就職先としては警察官や自治体職員など公務員や日本銀行職員、福島県内に拠点を構える企業など多岐にわたる。

## 部活動
運動部
- 野球部
- ソフトボール部
- サッカー部
- バスケットボール部
- バレー部
- バドミントン部
- 卓球部
- 弓道部
- 剣道部
- 柔道部
- 陸上部
- 水泳部

文化部

## 交通
- JR只見線・会津鉄道会津線西若松駅下車

## 著名な出身者
- 渡部篤（政治家、元自民党衆議院議員）
- 三遊亭兼好（落語家）
- 小池信三 （三栄建築設計創業者・元代表取締役社長）
- 玉井次郎（ノンフィクション作家）
- 山口常雄（KIホールディングス社長)
- 星飛雄馬（お笑い芸人、モンキーチャック）
- 川島蓮（バスケットボール選手）